# Lagoa Humantay
A Lagoa Humantay é um reservatório natural de água proveniente do desgelo das geleiras da montanha Humantay, que está localizada na província de Anta, no departamento de Cusco, no Peru. A lagoa está a 4.270 metros de altitude acima do nível do mar e abrange uma área de 6 hectares.

## Características
A lagoa possui a profundidade máxima de 20 metros, em sua área central. Sua bacia tem o formato afunilado e seu solo é plano. A água da lagoa é de coloração turquesa e possui uma temperatura média de 8° C, com visibilidade máxima de 8 metros.

## Lenda
Há uma lenda a cerca da origem da lagoa. Dizem que, para acabar com a seca que assolava Cusco, os irmãos Ausangate e Salcantay decidiram explorar terras desconhecidas atrás de provisões. Ausangate foi para as terras do sul e Salcantay foi para as terras do norte. Ambos encontraram provisões, só que Salcantay se apaixona pela deusa Verônica durante sua viagem. Salcantay precisou voltar para Cusco, pois seu povo necessitava das provisões e ambos os irmãos foram transformado em montanhas nevadas, para prover água para seu povo. Salcantay derramava lágrimas devido a sua tristeza profunda e essas lágrimas deram origem a lagoa.

## Turismo
A Lagoa Humantay é um ponto turístico da região de Cusco. Para acesse-la, há um trilha com início na comunidade de Soraypampa. A trilha só pode ser percorrida a pé ou a cavalo. É necessário pagar uma taxa de entrada, e se optar por ir a cavalo, deverá pagar um valor adicional pelo aluguel do cavalo. A trilha possui aproximadamente 2 quilômetros de percurso e tem dificuldade moderada a alta.